# Портрет Паравісіно
 «Портрет Паравісіно»  (ісп. Hortensio Félix Paravicino) — відомий портрет пензля Ель Греко пізнього періоду творчості. Зберігається у Сполучених Штатах.

## Паравісіно (1580— 1633)
Хортензіо Фелікс за батьком походив з шляхетної італійської родини Паллавічіні з Ломбардії, а Паравісіно — це іспаномовний варіант його прізвища. Освіту отримав в Орканьї, а в університеті Саламанки вивчав цивільну та канонічну юриспруденцію. Вже у віці 21 рік був призначений головою катедри красномовства в університеті. З квітня 1600 року розпочалася його духовна кар'єра, він став ченцем трінітарійського ордену. У 36 років він отримає посаду проповідника при особі короля Іспанії Філіпа ІІІ. Його красномовство мало успіх, а його проповіді, наближені до зразків тогочасної літератури, були надруковані у шести томах.
Він — серед поетів доби іспанського бароко. Відомі чотири його сонети, частка яких присвячена художнику Ель Греко.

## Портрет пензля Ель Греко
Старий і уславлений художник познайомився з Паравісіно за декілька років до смерті. Ель Греко хворів і мимоволі усамітнювався. Сумну атмосферу усамітнення трохи розвіювали візітери та замовники. Серед бажаних людей був і Паравісіно, особа освічена та літературно обдарована. Саме таких постійно не вистачало художнику на важкому, повному втрат та розчарувань життєвому шляху. Ймовірно, вони швидко порозумілися, незважаючи на велику дистанцію за віком.
Пошану до книги мали ще знайомі Ель Греко в Римі — Фульвіо Орсіні, бібліотеку якого передали у Ватикан, та Джуліо Кловіо, що сам був художником і що малював ілюстрації до рукописів. Цікаву приватну бібліотеку мав і сам художник. Книга — наче важлива дійова особа і в побуті художника в Толедо.
Пошану до молодого інтелектуала Ель Греко добре передав в портреті Паравісіно. Адже це практично єдиний портрет художника, де портретований невимушеним жестом утримує відразу дві книги. Не шпагу, як вояк дворянин, а — книги. І вони ніяк не зайва деталь в харатеристиці артистичної, талановитої особи поета та молодого університетського професора.